# مارفن هاريوت
مارفن هاريوت (بالإنجليزية: Marvin Harriot)‏ هو لاعب كرة قدم بريطاني في مركز الدفاع، ولد في 20 أبريل 1974 في Dulwich ‏ في المملكة المتحدة. لعب مع كارديف سيتي ونادي بارنسلي ونادي بريستول سيتي ونادي سكاربورو ونادي لوتون تاون.

## وصلات خارجية
- مارفن هاريوت على موقع الاتحاد الدولي (مؤرشف)  (الإنجليزية)
- مارفن هاريوت على موقع قاعدة بيانات كرة القدم.إي يو (الإنجليزية)